# Кондратовск
Кондратовск (бел. Кандратаўск) — деревня в Мстиславском районе Могилёвской области Белоруссии. Входит в состав Копачевского сельсовета.

## География
Деревня находится в северо-восточной части Могилёвской области, в пределах Оршанско-Могилёвской равнины, вблизи государственной границы с Российской Федерацией, на правом берегу реки Вихры, на расстоянии примерно 6 километров (по прямой) к северо-северо-западу (NNW) от Мстиславля, административного центра района. Абсолютная высота — 174 метра над уровнем моря.

## История
В конце XVIII века деревня входила в состав Мстиславского воеводства Великого княжества Литовского.
Согласно «Списку населенных мест Могилёвской губернии» 1910 года издания населённый пункт входил в состав Будогощанского сельского общества Старосельской волости Мстиславского уезда. Имелось 24 двора и проживало 170 человек (86 мужчин и 84 женщины).
До 2013 года Кондратовск входил в состав ныне упразднённого Лютненского сельсовета.

## Население
По данным переписи 2009 года, в деревне проживало 19 человек.